# شئوبانی
شئوبانی (به لاتین: Sheubani) یک منطقهٔ مسکونی در گرجستان است که در ناحیه دزاو واقع شده‌است. شئوبانی ۱٬۴۱۵ متر بالاتر از سطح دریا واقع شده‌است.